# راندال ديفيدسون
راندال ديفيدسون (بالإنجليزية: Randall Davidson)‏ هو سياسي بريطاني، ولد في 7 أبريل 1848 في إدنبرة في المملكة المتحدة، وتوفي في 25 مايو 1930 في لندن في المملكة المتحدة.

## مناصب
- انتخب عضو مجلس الشورى البريطاني.
- انتخب Bishop of Rochester [الإنجليزية]‏.
- انتخب Bishop of Winchester [الإنجليزية]‏.
- انتخب أسقف كانتربري (1903 – 1928).

## روابط خارجية
- راندال ديفيدسون على موقع الموسوعة البريطانية (الإنجليزية)